# Johann Joseph Urtika
Johann Joseph Urtika, též jako Urtica (3. srpna 1710 Chomutov – 23. srpna 1784 Praha) byl český kronikář a městský písař v Chomutově, úředník mincovního a horního úřadu v Čechách.

## Život
Narodil do dobře situované měšťanské rodiny. Jeho dědeček Bartholomäus Franz Urtika (* 31. 7. 1646 Horšovský Týn) byl správcem v kamencovém dole poblíž Chomutova. Důl tehdy patřil rodu Trautmannsdorfů. Urtikova babička a manželka B. F. Urtiky byla Maria Elisabeth, roz. Harnischen z patricijské chomutovské rodiny. Urtikův otec se jmenoval rovněž Johann Joseph (1685? – 9. 6. 1735), byl členem městské rady v Chomutově a lesní správce. Urtikovou matkou byla Anna Benigna, roz. Richter. Byla dcerou Lorenze Richtra, mlynáře a majitele hostince Zum weißen Rößl na chomutovském předměstí. Svatba se konala v Chomutově 1. listopadu 1709. Urtika byl prvorozeným. Měl ještě mínimálně tyto sourozence: Franze Antona, též člena městské rady v Chomutově, a Johanna Nepomuka Hieronyma, obročního na lichtenštejnském panství Břeclav.
Podle vlastních slov, která potvrzují prameny, absolvoval Urtika jezuitské gymnázium v Chomutově, načež navštěvoval pražskou univerzitu (filosofii a právo – studium philosophicum et juridicum). 1729 měl dosáhnout titulu magistra filosofie (gradum magisterii in Philosophia). 1729–33 absolvoval právní praxi v pražských městech (1731 byl imatrikulován na právnické fakultě pražské univerzity), nicméně v říjnu 1733 byl svým příbuzným Antonem Franzem Harnischem povolán do rodného města, aby tam zastával úřad městského písaře a syndika. 6. května 1734 se oženil s Marii Franziskou, roz. Habermann, která pocházela z chomutovského patriciátu. Byla dcerou někdejšího primátora Josepha Christophera Habermanna. Měli spolu 9 synů a 5 dcer, ale jen 4 potomci se dožili dospělosti: Maria Josepha (* 16.3. 1735), jež se stala pod jménem Matka Anna Maria uršulinkou v Praze; Johann Nepomucen (12. 5. 1736 – 29. 10. 1767), benediktýn (vstup do řádu 21. 11. 1756 v Broumově pod jménem Anselm, primice 28.9. 1762 tamtéž, zemřel jako profesor filosofie ve Sloupně, pohřben 21. 11. 1767 v Broumově); Adalbert Prokop (* 23. 2. 1749), benediktýn (vstup do řádu 8. 11. 1767 v Broumově pod jménem Augustin); a Catharina Elizabeth Agnes (* 9. 4. 1750). 1749 se stal Urtika členem městské rady v Chomutově (Rathsverwandter), ale zároveň až do roku 1752 zůstal syndikem. Téhož roku rezignoval, protože se přestěhoval s rodinou do Prahy, aby od 1. března 1752 vykonával funkci sekretáře mincovního a berního úřadu (k. k. Münz- und Bergsekretär). Nové místo získal díky administrátoru tohoto úřadu Johannovi Nepomukovi Mitrovskému z Mitrovic; tehdejší sekretář Georg Jonas Wemner se úřadu vzdal. Jeho roční plat byl zpočátku 200 zlatých (1758). Jeho podřízeným se mj. stal i Johann Tadeas Peithner. Během obléhání Prahy (7. 5. – 20. 6. 1757) pomáhal Urtika s hájením města, což mu nicméně nepomohlo při jeho žádosti (1772) o udělení čestného titulu Horní rada (Bergrath). 1781 byl penzionován s penzí ve výši poloviny jeho stálého ročního platu, tj. obdržel 600 zlatých. Úřad, jehož byl tak dlouho sekretářem, byl zrušen 18. února 1784. Urtika zemřel na dušnost 23. 8. 1784 na Malé Straně v Praze v domě č. 357.
Urtika byl členem elity Chomutova a udržoval styky s různými vzdělanci Čech. Sestra jeho ženy byla matkou Františka Pubičky. Oba muži spolu udržovali přátelské vztahy.

## Dílo
Urtika se zajímal o dějiny města Chomutov a okolí. Je autorem v rukopisu dochované kroniky města, v které vystupuje jako patriot. Sepsal ji německy asi v l. 1770-1784 novogotickou kurzívou. Na 2882 stranách obsahuje dějiny města od jeho vzniku až po rok 1750 (v jednotlivostech sahá i dále) a v předmluvě se její autor vyznává, že ji sepsal na věčnou památku pro příští generace. V předmluvě uvádí i důležité informace ke své osobě a rodině. Pro své dílo čerpal z městského archivu, tedy z písemných pramenů, z vlastních zážitků a vzpomínek a z vyprávění svých známých. Před staršími dějepisnými (narativními) prameny upřednostňuje listiny a úřední písemný materiál. Kronika zahrnuje i přes 100 opisů listin vztahujících se k jeho vyprávění (nejnovější je z r. 1750). Dílo je bohužel dosti nepřehledně strukturováno, v 19. století byl zájem kroniku edičně zpřístupnit, ale dodnes k tomu nedošlo.
Druhý rukopisný spis zcela korespondující s dobovým trendem v dějepisectví, tj. s encyklopedickými příručkami vzdělanců, spisovatelů atp. je dnes považován za ztracený. Víme o něm pouze ze starší literatury. Ještě roku 1905 se měl nacházet v knihovně pražského arcibiskupského semináře (sign. U. d. 16).
- Versuch einer Geschichtsbeschreibung der in dem Königreiche Böheim gelegenen, königlichen Stadt Kommothau (Prag 1770-1784/6?). Jedná se o 4 rukopisné svazky uložené v Okresním archivu Chomutov, se sídlem v Kadani, Fond AM Chomutov, kniha č. 779. Kniha 2.-4. jsou originály, 1. kniha je opis z r. 1878.
- Historische Verzeichnüs einiger Commothauer Bürger und Bürger-Kinder, welche durch ihre Frommigkeit, Gelehrheit, oder andere Tugenden zu höheren Ehren- und Würden gelanget und sich bey der Welt einen grösseren Nahmen damit erworben haben, der Nachkommenschaft zur Aneiferung und löbl[ichen] Nachahmung aus glaubwürdigen Nachrichten und theils aus eigener Wissenschaft zusamen getragen von mir Johann Joseph Urtica, der freyen Künsten und der Weltweissheit Doctorn, bey denen unteren Gerichten in Königreich Böheim beeidigten Rechts-Sachverwalter, der Röm. Kais. Kgl. Apostol. Maytt. bey dero Obersten Müntz- und Bergmeister-Amt in eben diesen Königreich der Zeit bestelten Amts Secretario, (Prag 1774-1784, IX + 134 s. archového formátu). Jeho obsah měl být následující: (19 §): Vorrede (I–IX), 1. § Mathaeus Goldhaahn (Aurogallus) (s. 1–10), 2. Johann Sandel (s. 10–15), 3. Philippus Streit SJ (s. 15–18), 4. Joannes Bodiker SJ (s. 18–25), 5. Fridericus Bodiker SJ (s. 25–27), 6. Johann Jacob von Weingarten (s. 27–36), 7. Paulus Schindler OCist (s. 36–49), 8. Evstachius Janka OCist (s. 49–52), 9. Johannes Stein SJ (s. 53–55), 10. Edmundus Schiffer OCist (s. 56–59), 11. Franciscus Mengemann SJ (s. 59–61), 12. Clara Traüttmannin (s. 61–65), 13. Antonius Habermann OPraem (s. 65–71), 14. Candidus Schisser OCist (s. 71–74), 15. Johann von Mayer (s. 74–105), 16. Franciscus Pubitschka SJ (s. 105–117), 17. Gregorius Richter OCist (s. 117–121), 18. Johann Nepomucenus Mayer [Malteserritter] (s. 121–131), 19. Franciscus Pohl SJ (s. 131–134).